# Награда в области электронной коммерции
Награда в области электронной торговли (дат. E-handelsprisen) ежегодно присуждается в Дании Обществом датской интернет-торговли (FDIH) с целью акцентировать внимание на успехах в датской электронной коммерции и воздать должное тем, кто лидирует и делает это лучше всего. Награда включает Золотую премию (главная номинация) и ряд профильных номинаций (в последние годы их 11). Состав профильных номинаций в разные годы менялся: отдельные номинации существовали для B2C и B2B бизнесов с дальнейшим подразделением по объёму годового оборота (в первом случае больше или меньше 100 миллионов датских крон, во втором случае — 200 миллионов датских крон), для лучшего электронного приложения, для лучшего решения по электронной подписке и т. д. Награда вручается на ежегодной церемонии награждения.

## История премии
Премия в области электронной коммерции была впервые вручена в 2000 году по инициативе IT Branchesforeningen и UNI-C. В 2004 году FDIH выступила партнером, а в 2006 году Общество датской интернет-торговли взяло на себя весь проект.